# Chương trình Môi trường Liên Hợp Quốc
Chương trình Môi trường Liên Hợp Quốc (United Nations Environment Programme  — UNEP) là một cơ quan của LHQ điều phối các hoạt động môi trường của Liên Hợp Quốc, hỗ trợ các nước đang phát triển trong việc thực hiện các chính sách và các cách làm hợp lý về môi trường. Chương trình do Maurice Strong, Giám đốc đầu tiên thành lập, do kết quả của Hội nghị Liên Hợp Quốc về Môi trường Con người (Hội nghị Stockholm) tổ chức vào tháng 6 năm 1972. Các hoạt động Chương trình Môi trường Liên Hợp Quốc bao gồm nhiều vấn đề liên quan đến bầu khí quyển, hệ sinh thái dưới nước và trên cạn, quản trị môi trường và kinh tế xanh. Chương trình có vai trò to lớn trong việc phát triển các hiệp ước môi trường quốc tế, quảng bá khoa học môi trường và thông tin và minh hoạ cách chúng có thể được áp dụng kết hợp với chính sách, phát triển và thực hiện những chính sách với chính phủ các quốc gia, các tổ chức khu vực kết hợp với những tổ chức phi chính phủ về môi trường (NGOs). Chương trình cũng đã và đang hoạt động trong việc tài trợ và thực hiện các dự án liên quan đến phát triển môi trường.
Chương trình đã hỗ trợ trong việc xây dựng hướng dẫn và những hiệp ước đối với những vấn đề như trao đổi quốc tế những hoá chất có nguy cơ độc hại, ô nhiễm không khí xuyên biên giới, và sự ô nhiễm do giao thông đường thủy quốc tế.
Tổ chức Khí tượng Thế giới và Chương trình Môi trường Liên Hợp Quốc đã thành lập Ban Liên Chính phủ về biến đổi khí hậu(IPCC) trong năm 1988. UNEP cũng là một trong số những Cơ quan triển khai thực hiện cho Cơ sở vật chất Môi trường toàn cầu và Quỹ Đa phương cho việc thực hiện Nghị định thư Montreal. Chương trình cũng là một thành viên của Nhóm Phát triển Liên Hợp Quốc. Bộ luật Quản lý Cyanide Quốc tế, một chương trình đi đầu trong quản lý việc sử dụng hoá chất trong hoạt động khai thác vàng, được phát triển dưới sự bảo trợ của UNEP.

## Lịch sử
Trụ sở chính của UNEP được thành lập ở Nairobi, Kenya trong những năm cuối thập kỉ 1970 với đội ngũ nhân viên 300 người, 100 trong số họ là chuyên gia trong nhiều lĩnh vực với hơn 100 triệu đô trong quỹ năm năm. Vào thời điểm đó, 40 triệu đô được đóng góp bởi Mỹ và phần còn lại bởi 50 quốc gia khác.

## Quản trị

### Giám đốc điều hành
Giám đốc điều hành hiện tại của UNEP, Inger Andersen , kế nhiệm Giám đốc Joyce Msuya vào năm 2019
Tiến sĩ Mostafa Kamal Tolba giữ vị trí giám đốc điều hành trong vòng 17 (1975-1992). Ông là đóng vai trò quan trọng nhất trong việc đưa môi trường thành vấn đề hàng đầu trong suy nghĩ và hành động toàn cầu. Dưới sự lãnh đạo của ông, thành công được công nhận rộng rãi nhất của UNEP - Hiệp ước mang tính chất lịch sử năm 1987 về bảo vệ tầng ozone - Nghị định thư Montreal đã được đàm phán.
Trong tháng 12 năm 1972, Hội đồng quản trị Liên Hợp Quốc đã nhất trí bầu Maurice Strong là giám đốc điều hành của UNEP. Ông cũng là Tổng thư kí Hội đồng Môi trường Nhân loại Liên Hợp Quốc, hội đồng đã bắt đầu phong trào môi trường trên toàn thế giới. Trong Hội nghị Thượng đỉnh Trái Đất năm 1992, Strong có vai trò chủ chốt trong việc đưa phong trào môi trường lên tầm quốc tế.

### Danh sách Giám đốc Điều hành
| # | Ảnh                  | Tên (năm sinh–mất)               | Quốc tịch | Bắt đầu nhiệm kỳ | Kết thúc nhiệm kỳ |
| - | -------------------- | -------------------------------- | --------- | ---------------- | ----------------- |
| 8 |                      | Inger Andersen (sinh 1958)       | Đan Mạch  | 2019             | Hiện tại          |
| 7 |                      | Joyce Msuya (sinh 1968)          | Tanzania  | 2018             | 2019              |
| 6 |                      | Erik Solheim (sinh 1955)         | Na Uy     | 2016             | 2018              |
| 5 | Achim Steiner        | Achim Steiner (sinh 1961)        | Đức       | 2006             | 2016              |
| 4 | Klaus Töpfer         | Klaus Töpfer (1938-2024)         | Đức       | 1998             | 2006              |
| 3 | Elizabeth Dowdeswell | Elizabeth Dowdeswell (sinh 1944) | Canada    | 1992             | 1998              |
| 2 | Mostafa Tolba        | Mostafa Kamal Tolba (1922-2016)  | Ai Cập    | 1975             | 1992              |
| 1 | Maurice Strong       | Maurice Strong (1929-2015)       | Canada    | 1972             | 1975              |

## Hoạt động
Hoạt động của UNEP bao gồm nhiều vấn đề liên quan đến khí quyển, các hệ sinh thái biển và trên cạn, quản trị môi trường và nền kinh tế xanh. UNEP đóng vai trò quan trọng trong việc xây dựng các công ước môi trường quốc tế, thúc đẩy khoa học và thông tin về môi trường, cũng như trình diễn cách thức về những vấn đề có thể triển khai cùng với chính sách, cộng tác với chính phủ các nước, các thể chế khu vực, cũng như các tổ chức phi chính phủ (NGO) bảo vệ môi trường về việc xây dựng và thực hiện chính sách. UNEP còn hoạt động tích cực trong việc tài trợ và thực hiện các dự án phát triển liên quan đến môi trường.
UNEP đã hỗ trợ xây dựng các hướng dẫn và các hiệp ước về những vấn đề như thương mại quốc tế về các hóa chất có hại tiềm tàng, ô nhiễm không khí xuyên biên giới và ô nhiễm các đường thủy quốc tế.
Tổ chức Khí tượng Thế giới và UNEP đã thành lập Ủy ban Liên chính phủ về Biến đổi Khí hậu (IPCC) vào năm 1988. UNEP cũng là một trong những cơ quan thực thi Quỹ Môi trường Toàn cầu (GEF) và Quỹ đa phương để thực hiện Nghị định thư Montreal. UNEP còn là thành viên của Nhóm Phát triển Liên Hợp Quốc. Bộ luật Quản lý Xyanua quốc tế là một chương trình cách làm tốt nhất về sử dụng hóa chất trong các hoạt động khai thác vàng, được xây dựng dưới sự bảo trợ của UNEP.
Năm 2001, UNEP liên kết và đồng hành cùng cuộc thi Hoa hậu Trái Đất. Đây là một cuộc thi sắc đẹp được thành lập nhằm mục đích tuyên truyền và tham gia các hoạt động bảo vệ môi trường.

## Cấu trúc
UNEP có các ban chuyên môn sau:
| Tên tắt | Ban                                   | Tên gốc                                  |
| ------- | ------------------------------------- | ---------------------------------------- |
| DEWA    | Cảnh báo sớm và đánh giá              | Early Warning and Assessment             |
| DEPI    | Thực hiện chính sách môi trường       | Environmental Policy Implementation      |
| DTIE    | Công nghệ, Công nghiệp và Kinh tế     | Technology, Industry and Economics       |
| DRC     | Hợp tác khu vực                       | Regional Cooperation                     |
| DELC    | Luật Môi trường và Công ước           | Environmental Law and Conventions        |
| DCPI    | Truyền thông và thông tin công cộng   | Communications and Public Information    |
| DGEF    | Điều phối Hợp tác Môi trường Toàn cầu | Global Environment Facility Coordination |